# 400.
400. je prvo desetletje v 5. stoletju med letoma 400 in 409. 